# 夏威夷媒體
夏威夷現有各種平面媒體和電視媒體：

## 英文報紙
Staradvertiser （页面存档备份，存于）

## 英文電視台

### 夏威夷中文平面媒體
星島日報: Singtao USA （页面存档备份，存于）
世界日報: World Journal
檀報: Hawaii Chinese News （页面存档备份，存于）

### 夏威夷華語電視台
夏威夷中文電視: Chinese Community Broadcasting
新唐人電視台: New Tang Dynasty Television （页面存档备份，存于）

### 夏威夷華語電台
夏威夷華語（粵語、國語）電台：KNDI 1270AM （页面存档备份，存于）檀島廣播網 Aloha808 （页面存档备份，存于）